# مازندران (محافظة)

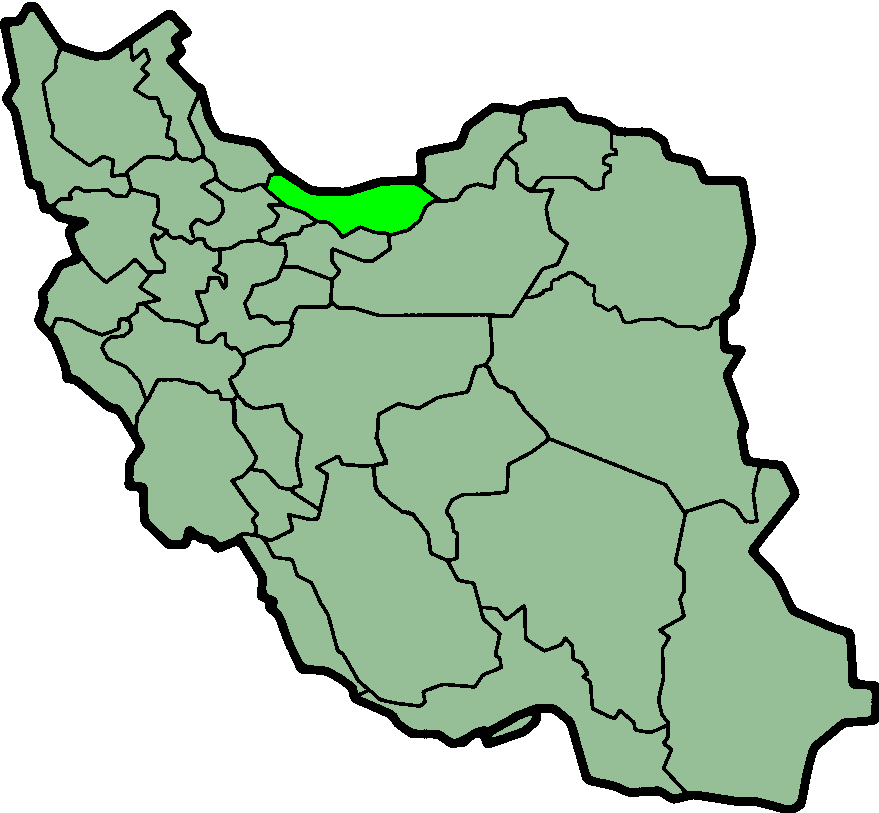

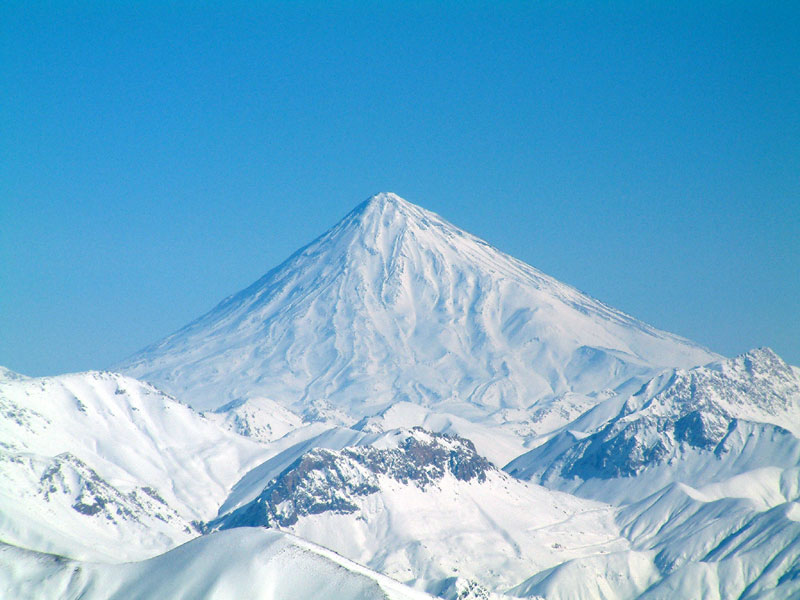
فصل الشتاء في قمة جبل دماوند في آمل

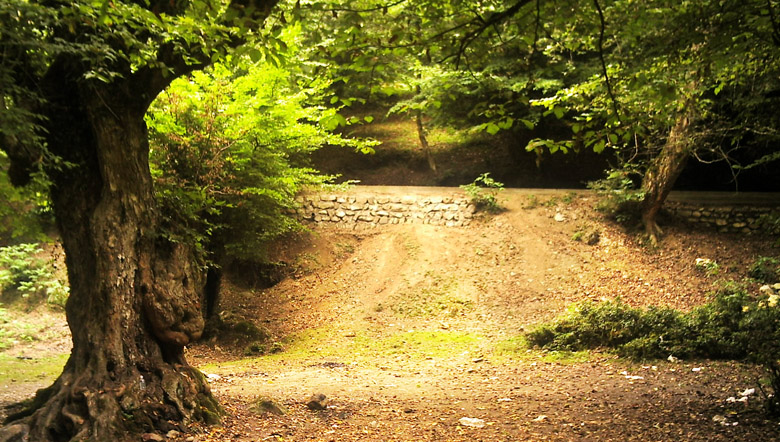
غابة فی ساری

محافظة مازَنْدَرانَ، هي واحدة من 31 مقاطعة في إيران، تقع على طول الساحل الجنوبي لبحر قزوين في المناطق المجاورة لسلسلة جبال ألبرز الوسطى في الجزء الأوسط الشمالي من البلاد. تبلغ مساحة المحافظة 23,842 كم2. تأسست عام 1937. من أهم مدن المحافظة ساري، آمل، رامسر، سوادكوه وبابل. ومن أهم المدن السياحية في هذه المحافظة: نوشهر، آمل وألشت.
في وقت التعداد الوطني لعام 2006، كان عدد سكان المقاطعة 2,893,087 نسمة وعدد الأسر 783,169 أسرة. أحصى التعداد التالي في عام 2011 3,073,943 نسمة وعدد الأسر 931,007 أسرة. وفي التعداد الأخير لعام 2016، ارتفع عدد السكان إلى 3,283,582 نسمة وعدد الأسر إلى 1,084,798 أسرة. تعد محافظة مازندران من أكثر المحافظات كثافة سكانية في إيران. يتحدث سكان المحافظة باللغات المازندرانية أو الطبریة والفارسیة.
تتمتع المحافظة بموارد طبيعية متنوعة، أبرزها خزانات كبيرة من النفط والغاز الطبيعي. تشمل الموائل الطبيعية المتنوعة للمحافظة السهول والبراري والغابات والغابات المطيرة الممتدة من الشواطئ الرملية لبحر قزوين إلى جبال البرز سييرا الوعرة والمغطاة بالثلوج، بما في ذلك جبل دماوند، أحد أعلى القمم والبراكين في آسيا.
تعد مازاندران منتجًا رئيسيًا للأسماك المستزرعة، وتوفر تربية الأحياء المائية إضافة اقتصادية مهمة للهيمنة التقليدية على الزراعة. بالإضافة إلى ذلك، تعد صناعة السياحة محركًا اقتصاديًا كبيرًا، حيث تجذب الزوار من جميع أنحاء إيران الذين يستمتعون بمناطق الجذب في المنطقة. مازاندران هي أيضًا مركز سريع النمو للتكنولوجيا الحيوية.

## التقسيمات الإدارية
تبلغ مساحة المحافظة 23842 كيلومتر مربع. ساري هي عاصمة المحافظة. تنقسم مازندران إلى 20 مقاطعة. تم تسمية جميع المقاطعات بعد مركزهم الإداري، باستثناء سوادكوه.

## التاريخ

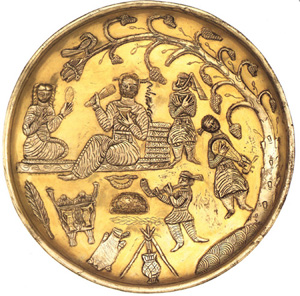
الساسانية طبق من الفضة المذهبة مع مشهد لموسيقيين يعزفون. القرن السابع

يعود تاريخ سكن الإنسان في المنطقة إلى 75000 سنة على الأقل. تقدم الحفريات الأخيرة في شريط جوهر في رستم كولا دليلاً على أن المنطقة حضرية لأكثر من 5000 عام، وتعتبر المنطقة واحدة من أهم المواقع التاريخية في إيران. وقد لعبت دورًا هاماٌ في التنمية الثقافية والحضرية للمنطقة. مازندران هي من أقدم المناطق التي ليس لديها تراث بدوي كبير، وبالتالي فهي مستقرة ثقافيًا. مازندران هي إحدى محافظات بحر قزوين (بحر مازندران) في شمال إيران.

## الجغرافيا والسكان

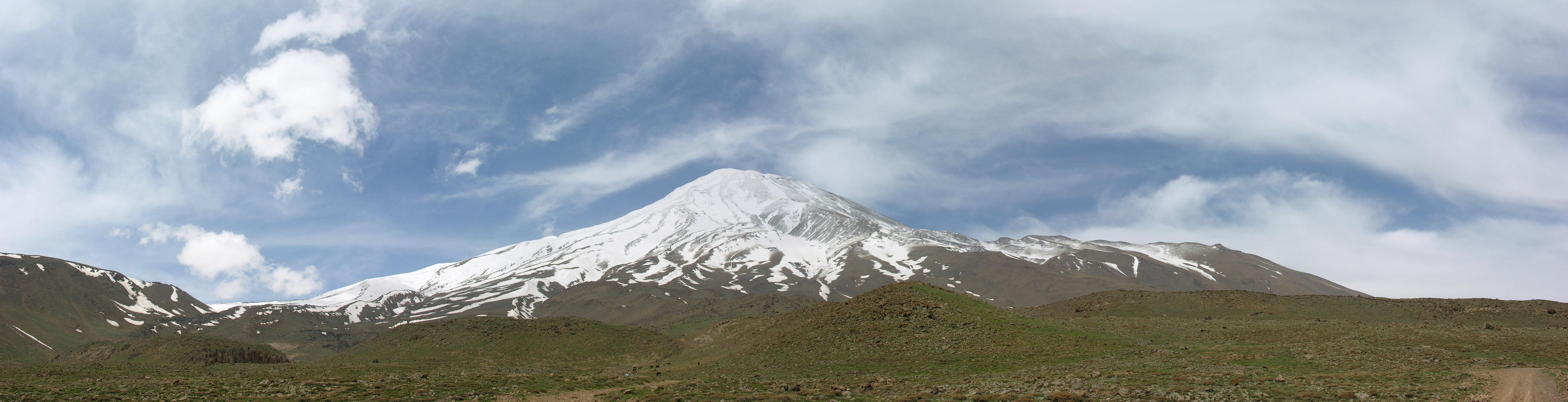
جبل دماوند

### الجغرافيا
تقع محافظة مازندران على الساحل الجنوبي لبحر قزوين. تحدها في إتجاه عقارب الساعة محافظات غلستان، سمنان وطهران. تقع هذه المحافظة أيضًا على حدود قزوين وجيلان من الغرب.

## أعلام
- علي أكبر ناطق نوري
- اكرم فهيميان
- عباس الأول الصفوي
- محمود غازان
- رضا بهلوي